# Наранхо, Моника
Мо́ника Нара́нхо (исп. Mónica Naranjo Carrasco; род. 23 мая 1974, Фигерас, Испания (Католония) — испанская певица, широко популярная в Испании и Латинской Америке, признана одним из самых сильных голосов на испанской и латиноамериканской музыкальной сцены. Она выступала с такими певцами, как Лучано Паваротти, Росио Хурадо, Мина Мадзини. В наши дни Моника Наранхо является одной из самых известных и популярных певиц Испании и за её пределами.

## Биография
Моника родилась в бедной семье, но несмотря на бедность мать смогла оплачивать её уроки игры на фортепиано. В возрасте 14 лет юная Моника поступила в музыкальную школу, чтобы научиться пению. Чуть позже получила в подарок диктофон, чтобы начать сочинять и записывать свои собственные песни. А вот профессиональная музыкальная карьера Моники началась после знакомства с продюсером Хосе Луисом Морено в караоке-баре. В 1993 году она познакомилась с продюсером Кристобалем Сансано (родился 21 ноября 1966 года в Испании), который стал ее первым мужем и продюсером ее музыкальных альбомов "Mónica Naranjo" (1994), "Palabra de Mujer"(1997), "Minage" (2000).  
В начале 90 - х годов непринятая своей страной, Моника решает эмигрировать в Латинскую Америку. Как потом показало время она ничего не потеряла, а просто вытащила свой счастливый билет. А уже в 1998 году вернувшись на родину, покоряет испанскую публику не только своим ярким имиджем, мощным голосом, но и великолепным альбомом «Palabra De Mujer» (Слово женщины), принимая участие в различных телепередачах. С альбомом "Palabra de Mujer" она добилась мирового успеха, продав за первый год более двух с половиной миллионов копий, получив бриллиантовую запись. Альбом стал одним из самых продаваемых в истории испанской музыки. В 2000 году она выпустила свой третий альбом "Minage", посвященный итальянской певице Мине Мадзини. А символом начала 2000-х годов стал хит с альбома "Minage"  "Sobreviviré" (Я выживу) - гимн против насилия. В 2002 году она решила записать англоязычную версию альбома "Chicas Malas" под названием "Bad Girls", но успеха этот альбом не получил. Разочарованная музыкальной индустрией, подумав о своей личной жизни и карьере, исполнительница приняла решение уйти со сцены. С 2003 по 2007 годы судьба Моники была омрачена болезнью, разрывом с компанией Sony Music, разводом с Кристобалем Сансано, хоть они и продолжили сотрудничество в плоть до 2010 года, а также самоубийством родного брат Энрике, которому в альбоме Tarántula (2008) Моника посвятила пеню "El descanso" ("Покой"). Последнее прощание Моники с братом состоялось на пляже Альмадраба (Испания) в 2007 году, где всей семьей они развеяли его прах. 

Возвращение
29 февраля 2008 года новый сингл Моники Наранхо "Europa" был представлен на ее официальном сайте. Он поднялся до № 1 в испанских чартах. Альбом "Tarántula" (2008) был доступен в магазинах 22 апреля 2008 года. Этот альбом ознаменовал ее возвращение к музыке спустя почти 7 лет, достигнув 1-го места в Испании, став платиновым. Позже она выпустила ограниченное специальное издание альбома с DVD и фотокнигой этой эпохи. После успеха своего последнего альбома "Tarántula" Моника Наранхо отправилась в тур "Adagio Tour", в котором она представила новое звучание своих песен. Концерт "Adagio Tour" был записан 16 октября 2009 года в Театре Сьюдад-де-Мексико с филармоническим оркестром Мехико, в одном из самых престижных в Латинской Америке под руководством Пепе Эрреро, который также написал новые оркестровые аранжировки. 16-трековый компакт-диск был сведен Джоном М. Винадером и выпущен в Мексике и США. Дальше последовал проект «Lubna» - седьмой студийный альбом Моники, выпущенный 29 января 2016 года, после 8-летнего перерыва с момента выхода её последнего альбома «Tarántula». Альбом «Lubna» рассказывает слушателям трагические истории в форме рок - и электро-рок-оперы, которые также сливаются с танго и фламенко. В 2019 и 2020 годах она выпустила альбом из двух частей  "Mes excentricités, vol. 1" и "Mes excentricités, vol. 2" (Мои чудаковатости). В 2022 году вышел альбом "Mimétika". После глубокой депрессии она нашла в себе силы и пережила многочисленные потери и разочарования, с новыми силами она вернулась на сцену, продолжив свой творческий путь. Благодаря своему непревзойденному вокальному диапазону и безграничной любви к музыке она стала успешной певицей, оставив яркий след в музыкальном мире. Многие ее выступления вошли в историю телевидения Испании и Мексики.
Дискография

### Студийные альбомы
- 1994 — Mónica Naranjo
- 1997 — Palabra De Mujer (Слово Женщины)
- 2000 — Minage
- 2001 — Chicas Malas (Дрянные Девчонки)
- 2003 — Bad Girls
- 2008 — Tarántula (Тарантул)
- 2016 —  Lubna
- 2019 —  Palabra de mujer (single)
- 2019 —  Mes excentricités, vol. 1
- 2020 —  Mes excentricités, vol. 2
- 2020 —  Puro Minage
- 2022 —  Mimétika
- 2022 — Toda una mujer (single)
- 2023 — Diva (single)
- 2023 — Si tú no vuelves (single)
- 2024 — Fama (single)

### Живые выступления 1995-2025 – Mónica Naranjo Tour
- 1995/1996 – Mónica Naranjo Tour (Latin America)
- 1998 – Tour Palabra de mujer (Spain/Latin America)
- 2000 – Tour Minage (Spain)
- 2008 – Tarántula Tour (Spain)
- 2009/2010 – Adagio Tour (Spain/Latin America)
- 2011/2012 – Madame Noir (Spain/Latin America)
- 2014 – Mónica Naranjo: 4.0 Tour (Spain)
- 2019/2020 – Mónica Naranjo: Renaissance (Spain/Latin America)
- 2022/2023/2024 - Mimétika (Spain/Latin America)
- 2024/2025 – GREATEST HITS TOUR(Spain/Latin America/USA)